# جيمس أتكينز (لاعب كرة قدم أمريكية)
جيمس أتكينز (بالإنجليزية: James Atkins)‏ هو لاعب كرة قدم أمريكية أمريكي، ولد في 28 يناير 1970 في أميت في الولايات المتحدة.

## وصلات خارجية
- جيمس أتكينز على موقع مرجع كرة القدم المحترفة.كوم (الإنجليزية)